# Starrcade (2018)
Starrcade (2018) – gala wrestlingu wyprodukowana przez federację WWE dla zawodników z brandów Raw i SmackDown. Odbyła się 24 listopada 2018, a została wyemitowana dzień później w US Bank Arena w Cincinnati w stanie Ohio. Emisja była przeprowadzana ekskluzywnie za pośrednictwem WWE Network. Była to dwudziesta gala w chronologii cyklu Starrcade, a druga pod sztandarem WWE.
Na gali odbyło się jedenaście walk, trzy z nich zostało pokazane jako jednogodzinny WWE Network special. W walce wieczoru, Seth Rollins pokonał Deana Ambrose’a w Steel Cage matchu, aby zachować WWE Intercontinental Championship, tymczasem w walce wieczoru w części telewizyjnej AJ Styles pokonał Samoa Joe w Steel Cage matchu.

## Produkcja
Starrcade oferowało walki profesjonalnego wrestlingu z udziałem wrestlerów należących do brandów Raw i SmackDown. Oskryptowane rywalizacje (storyline’y) kreowane były podczas cotygodniowych gal Raw i SmackDown Live. Wrestlerzy są przedstawieni jako heele (negatywni, źli zawodnicy i najczęściej wrogowie publiki) i face’owie (pozytywni, dobrzy i najczęściej ulubieńcy publiki), którzy rywalizują pomiędzy sobą w seriach walk mających budować napięcie. Kulminacją rywalizacji jest walka wrestlerska lub ich seria.
Starrcade, to gala na żywo (poprzednio nieemitowana w telewizji), która została wymyślona w 1983 roku przez Dusty’ego Rhodesa. Wydarzenie pierwotnie promowane było pod szyldem National Wrestling Alliance (NWA) i Jim Crockett Promotions (JCP). W 1988 JCP zostało sprzedane i zastąpione przez World Championship Wrestling (WCW), a wydarzenie było produkowane przez tę federację do 2000 roku. W 2001 WWF (obecnie WWE) wykupiło WCW i przejęło wszystko co do niej należało (gale, zaplecze promocyjne, personel itd.).
Po 17 latach – w 2017 WWE wznowiło produkcję gali pod swoim sztandarem.

### Rywalizacje
Na 7 sierpnia odcinku SmackDown, The New Day (reprezentowani przez Big E i Kofiego Kingstona) pokonali The Bar (Cesaro i Sheamusa), aby stać się pretendentami do SmackDown Tag Team Championship przeciwko The Bludgeon Brothers (Harper i Rowan) na SummerSlam, gdzie The New Day wygrało przez dyskwalifikację, ale nie zdobyli tytułów. The New Day wygrali tytuły w następnym odcinku SmackDown i utrzymali je na Hell in a Cell. 16 października na specjalnym odcinku SmackDown 1000 The Bar pokonali The New Day, zdobywając mistrzostwo. Później ustalono rewanż na Starrcade.
Na SummerSlam, podczas walki o WWE Championship pomiędzy Samoa Joe i AJ Stylesem, Joe drwił ze Stylesa, lekceważąc swoją żonę i córkę, które były obecne. Zirytowany Styles zaatakował Joego stalowym krzesłem, w wyniku czego Joe wygrał przez dyskwalifikację, jednak Styles zachował tytuł. 24 sierpnia ustalono rewanż między nimi o tytuł w Hell in a Cell. Na pay-per-view, Styles skontrował Coquina Clutch Joe w przypięcie, aby zachować mistrzostwo, pomimo tego, że Styles klepał po Coquina Clutch, którego sędzia nie widział. Po walce Joe zaatakował Stylesa. Zirytowany Joe zażądał rewanżu ze Stylesem. Paige zgodziła się i zaplanowała trzeci mecz pomiędzy nimi o tytuł na Super Show-Down, bez dyskwalifikacji i wyliczeń, które również wygrał Styles. Czwarte starcie pomiędzy tą dwójką tym razem w ramach Steel Cage matchu ustalono na Starrcade.
Na SummerSlam Charlotte Flair pokonała Becky Lynch i obrończynię tytułu Carmellę w Triple Threat matchu, aby zdobyć SmackDown Women’s Championship. Po walce Lynch zaatakowała Flair, przechodząc tym samym heel turn. Przez kolejne tygodnie obaj atakowali się nawzajem. Na Hell in a Cell, Lynch pokonała Flair, aby zdobyć mistrzostwo. Rewanż miał miejsce na Super Show-Down, gdzie Flair wygrała przez dyskwalifikację po tym, jak Lynch zaatakowała ją pasem mistrzowskim, dzięki czemu Lynch zachowała tytuł. Obydwie zmierzyły się ze sobą w rewanżu na następnym odcinku SmackDown, jednak zakończyło się to podwójnym wyliczeniem, w wyniku czego Lynch ponownie zachowała tytuł. Generalna menadżerka SmackDown, Paige, ogłosiła następnie, że obydwie będą miały kolejny rewanż o SmackDown Women’s Championship na Evolution w Last Woman Standing matchu, pierwszym w historii WWE. Walkę wygrała Lynch broniąc tytuł. Trzecie starcie ustalono na Starrcade. 22 listopada Lynch została zastąpiona w walce przez Asukę po tym, jak doznał prawowitej kontuzji twarzy.
16 października na specjalnym odcinku SmackDown 1000, Rey Mysterio wziął udział w swoim pierwszym pojedynku WWE od 2014 roku, w którym pokonał United States Championa Shinsuke Nakamurę w walce kwalifikacyjnej do WWE World Cup bez tytułu na szali. Rewanż o United States Championship został później ustalony na Starrcade.
22 października na odcinku Raw, po tym, jak Seth Rollins i Dean Ambrose zdobyli Raw Tag Team Championship od Dolpha Zigglera i Drew McIntyre’a, Ambrose nagle zaatakował Rollinsa, przechodząc heel turn. Dwa tygodnie później na odcinku Raw Ambrose ponownie zaatakował Rollinsa, po tym jak ten przegrał tytuły w handicap matchu z AOP (Akam i Rezar). W następnym tygodniu Ambrose podpalił swój charakterystyczny sprzęt The Shield, po wyjaśnieniu swojego ataku na Rollinsa, stwierdzając, że jest „obciążeniem” dla obu swoich byłych kolegów z The Shield, a oni go osłabili. Po tym, jak Rollins pokonał Shinsuke Nakamurę na Survivor Series, ogłoszono, że Rollins będzie bronił Intercontinental Championship przeciwko Ambrose’owi w Street Fightcie na Starrcade. 22 listopada ogłoszono, że jednak będzie to Steel Cage match.

## Wyniki walk
| Nr                                                                                    | Wyniki | Stypulacje                                           | Czas  |
| ------------------------------------------------------------------------------------- | --- | ---------------------------------------------------- | ----- |
| 1                                                                                     | The Boss 'n' Hug Connection (Bayley i Sasha Banks), Dana Brooke i Ember Moon pokonały Nię Jax, Mickie James, Taminę i Alicię Fox poprzez submission | Eight-woman Tag Team match                           | 6:50  |
| 2D                                                                                    | Drew McIntyre (w/ Dolph Ziggler) pokonał Finna Bálora                                                                                               | Singles match                                        | 15:28 |
| 3D                                                                                    | The B-Team (Bo Dallas i Curtis Axel) pokonali The Revival (Dash Wilder i Scott Dawson)                                                              | Tag Team match                                       | 10:36 |
| 4D                                                                                    | The Bar (Cesaro i Sheamus) (c) pokonali The New Day (Kofi Kingston i Big E) (z Xavierem Woodsem)                                                    | Tag Team match o WWE SmackDown Tag Team Championship | 18:20 |
| 5D                                                                                    | Bray Wyatt pokonał Barona Corbina | Singles match                                        | 2:44  |
| 6D                                                                                    | Bray Wyatt pokonał Barona Corbina | No Disqualification match                            | 13:43 |
| 7D                                                                                    | Charlotte Flair pokonała Asukę | Singles match                                        | 14:55 |
| 8                                                                                     | Rey Mysterio pokonał Shinsuke Nakamurę (c) przez dyskwalifikację                                                                                    | Singles match o WWE United States Championship       | 24:11 |
| 9                                                                                     | Rey Mysterio i Rusev (z Laną) pokonali Shinsuke Nakamurę i The Miza                                                                                 | Tag Team match                                       | 6:10  |
| 10                                                                                    | AJ Styles pokonał Samoa Joe poprzez submission | Steel Cage match                                     | 11:58 |
| 11D                                                                                   | Seth Rollins (c) pokonał Dean Ambrose uciekając z klatki                                                                                            | Steel Cage match o WWE Intercontinental Championship | 12:58 |
| (c) – mistrz/mistrzyni przed walkąD – walka była dark matchem (nietransmitowana w TV) | |                                                      |       |